# Espeletia ocetana
Espeletia ocetana — вид рослин із родини айстрових (Asteraceae).

## Біоморфологічна характеристика
Новий вид має стеблоподібну розетку 0.7–1.8 метрів. Листки сидячі, пластинки еліптичні, з сіруватим покриттям. Міцні квітконіжки містять 16–37(69) квіткових голів. Зовнішні філарії 14.2–31.1 мм завдовжки, язичкові квіточки 13.9–21.3 мм. Вид помітно відрізняється від більшості інших представників роду і лише трохи схожий на E. jaramilloi, від якого його можна легко відрізнити за високими стеблами, більш широкими листками з меншим співвідношенням довжини/ширини та довшими листовими піхвами.

## Середовище проживання
Новий вид знайдено приблизно з висоти 3500 метрів, департамент Бояка, Колумбія. Espeletia ocetana відносно добре збережений вид у межах природного регіонального парку Siscunsí-Ocetá..